# Gibasów Wierch
Gibasów Wierch, Wielki Gibasów Groń (890 m) – szczyt w Paśmie Łamanej Skały w Beskidzie Małym (a dokładniej w jego części zwanej Pasmem Łysiny).
Jest zwornikiem dla trzech grzbietów: w kierunku zachodnim biegnie przez Gibasowe Siodło grzbiet do Gibasówki (841 m), w północno-wschodnim do Madohory (873 m), zaś w południowym przez przełęcz Czarny Dział grzbiet Góry Pietraszowej (Pietrasowa, 814 m). Grzbietem Góry Pietraszowej oraz przez szczyt Wielkiego Gibasów Gronia biegnie dział wodny między zlewnią Soły i Skawy. Stoki Wielkiego Gibasów Gronia opadają do trzech dolin: południowo-zachodnie do doliny Młyńszczanki, północne do doliny potoku Kocierzanka, południowo-wschodnie do doliny Krzywego Potoku. Dwa pierwsze są w zlewni Soły, ostatni w zlewni Skawy.
Wierzchołek – kiedyś lesisty – został ogołocony z drzew, przez co nabrał walorów widokowych. Obecnie jednak znów zarasta lasem. Na zachodnim stoku Wielkiego Gibasów Gronia położona jest polana Gibasy wraz ze znajdującą się tu Chatką Gibasówka.
Południowo-wschodnim stokiem Gibasów Wierchu (na obrzeżu polany) biegnie granica między wsiami Kocoń i Ślemień w województwie śląskim, w powiecie żywieckim, w gminie Ślemień.

## Nazewnictwo
Miejscowa ludność obydwa szczyty położone po wschodniej i zachodniej stronie polany i osiedla Gibasy nazywała Gibasowymi Groniami. Ze względu na rozwój turystyki istniała konieczność ich odróżnienia. Komisja Turystyki Górskiej Oddziału PTTK w Wadowicach w 1981 r. postanowiła im nadać nowe nazwy. Szczyt po zachodniej stronie Gibasów otrzymał nazwę Mały Gibasów Groń, a szczyt po wschodniej stronie Wielki Gibasów Groń. Ta ostatnia nazwa jest także na mapie Compassu, ale na mapie Geoportalu, bazującej na państwowym rejestrze nazw geograficznych szczyt ten ma nazwę Gibasów Wierch.
Szlaki turystyczne
 Kocierz Rychwałdzki – Łysina – Przełęcz Płonna – Kucówki – Czarne Działy – Gibasówka – Gibasów Wierch – Przełęcz pod Madohorą – Madohora – rozstaje Anuli – Smrekowica – rozdroże pod Smrekowicą – Suwory – Krzeszów